# Пам'ятки монументального мистецтва Карлівського району
У Карлівському районі Полтавської області нараховувалося 11 пам'яток монументального мистецтва місцевого значення, 10 з яких було демонтовано в рамках декомунізації у період 2015—2017 рр., а одна (виділена у таблиці), спочатку демонтована, а пізніше наново встановлена. На момент ліквідації району в 2020 році в ньому лишалася одна пам'ятка монументального мистецтва, яка була виключена в 2021 році.
| #  | назва                                                            | адреса                                     | Номер | дата первинного рішення взяття на облік                                       | дата зняття з обліку |
| -- | ---------------------------------------------------------------- | ------------------------------------------ | ----- | ----------------------------------------------------------------------------- | --- |
| 1  | Пам'ятник В. І. Леніну                                           | м. Карлівка, центр                         | 453   | Рішення виконкому Полтавської облради народних депутатів від 23.04.1982 № 247 | Наказ Міністерства культури і туризму України від 30 травня 2008 року № 638/0/16-08 «Про пам'ятники, взяті на облік відповідно до законодавства Української РСР, що не підлягають занесенню до Державного реєстру нерухомих пам'яток України» |
| 2  | Пам'ятник-бюст В. І. Леніну                                      | м. Карлівка, середня школа № 4             | 454   | Рішення виконкому Полтавської облради народних депутатів від 23.04.1982 № 247 | Наказ Міністерства культури і туризму України від 30 травня 2008 року № 638/0/16-08 «Про пам'ятники, взяті на облік відповідно до законодавства Української РСР, що не підлягають занесенню до Державного реєстру нерухомих пам'яток України» |
| 3  | Пам'ятник-бюст В. І. Леніну                                      | м. Карлівка, середня школа № 1             | 455   | Рішення виконкому Полтавської облради народних депутатів від 23.04.1982 № 247 | Наказ Міністерства культури і туризму України від 30 травня 2008 року № 638/0/16-08 «Про пам'ятники, взяті на облік відповідно до законодавства Української РСР, що не підлягають занесенню до Державного реєстру нерухомих пам'яток України» |
| 4  | Пам'ятник В. І. Леніну                                           | м. Карлівка                                | 456   | Рішення виконкому Полтавської облради народних депутатів від 23.04.1982 № 247 | Наказ Міністерства культури і туризму України від 30 травня 2008 року № 638/0/16-08 «Про пам'ятники, взяті на облік відповідно до законодавства Української РСР, що не підлягають занесенню до Державного реєстру нерухомих пам'яток України» |
| 5  | Пам'ятник-бюст В. І. Леніну                                      | с. Білухівка, на подвір'ї колишньої школи  | 457   | Рішення виконкому Полтавської облради народних депутатів від 23.04.1982 № 247 | Наказ Міністерства культури і туризму України від 30 травня 2008 року № 638/0/16-08 «Про пам'ятники, взяті на облік відповідно до законодавства Української РСР, що не підлягають занесенню до Державного реєстру нерухомих пам'яток України» |
| 6  | Пам'ятник-бюст В. І. Леніну                                      | с. Варварівка, на подвір'ї колишньої школи | 458   | Рішення виконкому Полтавської облради народних депутатів від 23.04.1982 № 247 | Наказ Міністерства культури і туризму України від 30 травня 2008 року № 638/0/16-08 «Про пам'ятники, взяті на облік відповідно до законодавства Української РСР, що не підлягають занесенню до Державного реєстру нерухомих пам'яток України» |
| 7  | Пам'ятник В. І. Леніну                                           | с-ще Ланна, на подвір'ї школи              | 461   | Рішення виконкому Полтавської облради народних депутатів від 23.04.1982 № 247 | Наказ Міністерства культури України від 4 квітня 2016 року № 200 «Про незанесення об'єктів культурної спадщини до Державного реєстру нерухомих пам'яток України»                                                                              |
| 8  | Пам'ятник Ф. Енгельсу                                            | с. Нижня Ланна                             | 460   | Рішення виконкому Полтавської облради народних депутатів від 23.04.1982 № 247 | Наказ Міністерства культури України від 4 квітня 2016 року № 200 «Про незанесення об'єктів культурної спадщини до Державного реєстру нерухомих пам'яток України»                                                                              |
| 9  | Пам'ятник В. І. Чапаєву                                          | с. Попівка                                 | 1861  | Рішення виконкому Полтавської облради народних депутатів від 23.04.1982 № 247 | Наказ Міністерства культури України від 4 квітня 2016 року № 200 «Про незанесення об'єктів культурної спадщини до Державного реєстру нерухомих пам'яток України»                                                                              |
| 10 | Пам'ятник В. І. Леніну                                           | с-ще Халтурино                             | 459   | Рішення виконкому Полтавської облради народних депутатів від 23.04.1982 № 247 | Наказ Міністерства культури і туризму України від 30 травня 2008 року № 638/0/16-08 «Про пам'ятники, взяті на облік відповідно до законодавства Української РСР, що не підлягають занесенню до Державного реєстру нерухомих пам'яток України» |
| 11 | Пам'ятник-бюст двічі Герою Соціалістичної Праці М. В. Підгорному | м. Карлівка, біля стадіону ФК «Карлівка»   | ?     | Рішення виконкому Полтавської облради народних депутатів від 23.04.1982 № 247 | виключена в 2021 році |